# Тосефта
Тосефта (арам. תוספתא — «дополнение») — сборник учений иудейских законоучителей эпохи таннаев, содержит развернутые пояснения и дополнения к Мишне, и составлен в структурном и смысловом соответствии с ней.
Отличается тем, что содержит в себе много законодательно-религиозных постановлений и обширный агадический материал, которые не вошли в Мишну. Тосефта сама по себе является обильным источником для библейской экзегетики, археологии и т. д.
Известны и другие названия сборника: «Тосафот» (не путать с более поздней литературой с тем же названием), «Тосафа», «Мишнайот Гедолот». Существуют различные мнения относительно авторов анонимных комментариев, вошедших в Тосафот.
В обоих Талмудах цитаты из Тосефты вводятся специальными выражениями: תנא, תנו רננן, a иногда «р. Хия учил», «р. Ошаия учил» и «Бар Каппара учил».
В первый раз Тосефта была издана в Венеции в 1521 году. Значительная часть Тосефты переведена на латинский язык Blaisio Ugolino (31 трактат в «Thesaurus antiquitatum sacrarum», тт. XVII—XX, Венеция, 1755—1757) и вся Тосефта была переведена на русский язык в 1906 году H. A. Переферковичем.